# Seroherpeton
Seroherpeton — це вимерлий рід емболомерів, відомий із пізньої пермської формації Sunjiagou Північного Китаю. Це наймолодший відомий емболомер. Він відомий частковим черепом, що складається з частин верхньої щелепи, ектоптеригоїда, крилоподібної кістки та квадрата.